# Air Teras
Air Teras is een bestuurslaag in het regentschap Seluma van de provincie Bengkulu, Indonesië. Air Teras telt 605 inwoners (volkstelling 2010).